# Stéphane Ginsburgh

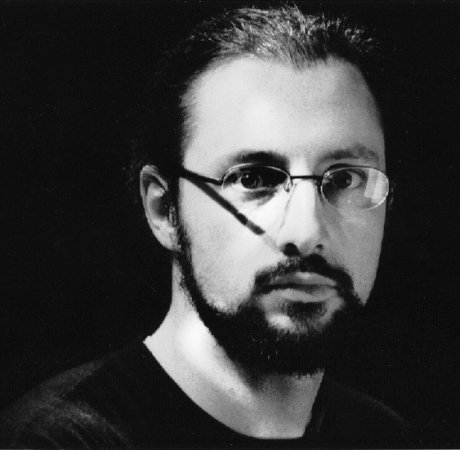
Stéphane Ginsburgh

Stéphane Ginsburgh (* 27. November 1969 in Brüssel) ist ein belgischer Pianist österreichischer Herkunft. Er unterrichtet Klavier an der Genfer Hochschule für Musik.

## Biografie
Ginsburgh wurde in Brüssel geboren. Nach seinem Abschluss an den Königlichen Musikkonservatorien von Mons und Lüttich in Klavier und Kammermusik studierte Ginsburgh bei Paul Badura-Skoda, Vitaly Margulis und insbesondere Claude Helffer in Paris für zeitgenössische Musik und Jerome Lowenthal in New York.
Er hat einen B.A. in Wissenschaftsphilosophie von der Université libre de Bruxelles, einen M.M. in Klavier und einen Ph.D. in Kunst von der Vrije Universiteit Brussel.
Ginsburgh tritt regelmäßig in Konzerten und Kammermusikkonzerten in Europa, dem Nahen Osten, Russland und den Vereinigten Staaten auf, spielt bei Festivals wie Festival van Vlaanderen, Milano Musica, Next Wave Festival (New York), Loop Festival (Brüssel), Biennale Charleroi/Danses, Gentse Feesten, Moscow Autumn Contemporary Music Festival und dem Imatronic/Piano+ Zentrum für Kunst und Medien.
Er spielt zeitgenössische Musik sowie klassisches und romantisches Repertoire, das er oft in seine Programme einbindet. Er arbeitet regelmäßig mit dem Ictus Ensemble zusammen. Ginsburgh hat Stücke von Newton Armstrong, Vykintas Baltakas, Guy Barash, Philippe Boesmans, Renaud De Putter, Jean-Luc Fafchamps, Fabian Fiorini, Alec Hall, Panayiotis Kokoras, Pierre Kolp, György Kurtág, Philipp Maintz, Benoît Mernier und Stefan Prins, André Ristic, Frederic Rzewski, François Sarhan, Sabrina Schroeder, Matthew Shlomowitz und Juan Carlos Tolosa aufgeführt und uraufgeführt.
Für seine Verdienste um die Aufführung zeitgenössischer belgischer Musik wurde er mit dem Preis des Belgischen Komponistenverbandes ausgezeichnet. Seit 1990 ist Ginsburgh Mitglied des Bureau des Pianistes und nimmt seit 1991 aktiv am Frühlingsfestival für zeitgenössische Musik Ars Musica in Brüssel teil. 1998 war er Mitbegründer von Le Bureau des Arts, jetzt Sonar, einer aktiven Gruppe von Künstlern, die sich verschiedenen Arten des künstlerischen Ausdrucks und Schaffens widmet, darunter Musik, Tanz und Literatur, die er bis 2018 leitete. Er war künstlerischer Leiter des Centre Henri Pousseur widmete sich von 2010 bis 2013 der elektronischen Musik und Live-Elektronik.

## Ginsburgh gewidmete Werke
- En Suspens, concerto für Klavier und Saiteninstrumente von Jean-Luc Fafchamps (2023)[6]
- The Naked Truth von Frederic Rzewski (2021)[7]
- Gendarme de la libertad von David Toub (2020)[8]
- America: A Poem von Frederic Rzewski (2020)[9]
- Musique pour le lever du jour von Melaine Dalibert (2018)[10]
- Piano Hero #4 von Stefan Prins (2016–17)[11]
- Piano Hero #3 von Stefan Prins (2016)[12]
- Feynman speech sonata von André Ristic (2016)[13]
- A dog is a machine for loving von Alec Hall (2015–2019)[14]
- Dear Diary von Frederic Rzewski (2014)[15]
- Beth/Veth von Jean-Luc Fafchamps (2012)[16]
- Salouette aus Three Pieces von Frederic Rzewski für Salomé Lou Ginsburgh (2011)
- Popular Contexts 2 von Matthew Shlomowitz (2010)[17]
- Ataraxia von David Toub (2010)[18]
- West Pole von Panayiotis Kokoras (2008)[19]
- An die Nacht von Benoît Mernier (2003)[20]
- Back to the voice von Jean-Luc Fafchamps (1999)[21]

## Preise
- 1995 Tenuto BRTN-Preis, Belgien
- Schlumberger Foundation, Musical Academy of Villecroze, Frankreich
- Ronit Amir Lowenthal Stipendium, Music Academy of the West, Santa Barbara, USA
- SPES Foundation, Brüssel
- Pelemans-Preis 1999 für seine Interpretationen des belgischen zeitgenössischen Musikrepertoires

## Diskographie
Unter seiner Diskographie wurden „Erratum Musical“ von Marcel Duchamp und „Last Pieces“ von Morton Feldman von der Kritik bis nach New York gefeiert. Er nahm drei CDs mit Werken von Jean-Luc Fafchamps und „For Bunita Marcus“ von Morton Feldman für das Label Sub Rosa auf (fünf CDs mit dem Gesamtwerk für Klavier solo). Er nahm auch die kompletten Klaviersonaten von Sergej Prokofjew für das Cypres-Label auf und nannte sie im Rondo-Magazin „Feuerwerke der Kreativität“.
- Speaking Rzewski, Frederic Rzewski, Sub Rosa, 2021[23]
- Three Extended Pieces for Four Pianos, Julius Eastman, Sub Rosa, 2021[24]
- Augmented, Stefan Prins, Kairos, 2019[25]
- The Bad-Tempered Electronic Keyboard - 24 Preludes and Fugues, Anthony Burgess, Grand Piano/Naxos (Label), 2018[26]
- Quartet for piano, David Toub, World Edition, 2016[27]
- Intégrale des Sonates pour piano, Sergei Prokofiev, Cypres records, 2015[28]
- Beth/Veth, Jean-Luc Fafchamps, Sub Rosa, 2015[29]
- Back to, Jean-Luc Fafchamps, Sub Rosa, 2013
- Vexations, Erik Satie, Sub Rosa, 2009
- For Bunita Marcus, Morton Feldman, Sub Rosa, 2006
- Last Pieces, Morton Feldman, Sub Rosa, 2001
- Erratum Musical, Marcel Duchamp, Sub Rosa, 2001
- Melencholia si…, Jean-Luc Fafchamps, Sub Rosa, 2001
- Is, Renaud De Putter, Sub Rosa, 1999

## Andere Aktivitäten
Ginsburgh unterrichtet Klavier und Philosophie am Institut Jaques-Dalcroze und unterrichtet seit mehreren Jahren Kammermusik am Königlichen Konservatorium von Lüttich und an der Musikschule von Mons. Von 2012 bis 2018 war er Assistent für Klavier am Königlichen Konservatorium Brüssel.
Er übersetzte Eric Hobsbawms Uncommon People: Resistance, Rebellion and Jazz ins Französische für Aden Editions. Er hat auch mehrere Artikel über Politik und die Interpretation zeitgenössischer Musik geschrieben.